# Carlo Puini
Carlo Puini (Livorno, 29 maggio 1839 – Firenze, 4 giugno 1924) è stato un orientalista italiano.

## Biografia
Si formò all'Università di Pisa. Lasciò varie raccolte geografiche e storiche dell'Estremo oriente e una collezione di antichi bronzi cinesi, donati al castello Sforzesco.
Attratto in un primo periodo dall'egittologia, rivolse poi le sue attenzioni alle religioni e alle letterature dell'Asia orientale, con particolare attenzione alla civiltà dell'antica Cina, le cui tradizioni religiose fu il primo studioso italiano a studiare con intento scientifico. Nel 1876 era aiuto di Antelmo Severini, quando  organizzò il suo primo corso di studio di lingue cinese, giapponese e tibetana. Con Severini pubblicò nel 1875 il Repertorio sinico-giapponese. Dal 1878 al 1920 fu titolare della docenza in lingua e letteratura orientale all'Istituto di studi superiori, pratici e di perfezionamento in Firenze. Aveva programmato un viaggio in Estremo oriente, al seguito di una spedizione organizzata da Nino Bixio; ma il progetto andò in fumo  perché scoppiò la guerra del 1860, cui Carlo Puini prese parte. Durante gli ultimi anni della sua esistenza, per interessamento di Giovanni Papini, che aveva fondato e dirigeva , presso la casa editrice Carabba, la collana Cultura dell'Anima, mise in luce importanti studi, più volte ristampati, sul Taoismo e sul Mahaparinirvanasutra.
Oltre a pubblicare monografie in volume, collaborò con articoli scientifici a Rivista italiana di sociologia, Rivista d'Italia, Rivista degli studi orientali, Giornale della Società Asiatica Italiana, Rivista Europea, Atene e Roma bullettino della Società italiana per la diffusione e l'incoraggiamento degli studi classici, Rivista geografica italiana, Preludio, Annuario della Società italiana per gli studi orientali. 

## Opere (parziale)
- 1873. Studj intorno alla religione buddhistica: 5. il Nirvana.
- 1878. Il Buddha, Confucio e Lao-Tse: notizie e studii intorno alle religioni dell'Asia orientale.
  - Elementi di grammatica mongolica.
- 1882. Saggi di storia della religione.
- 1886. (FR)  Le culte des génies tutélaires de la famille et de l'état dans l'anciènne religion des chinois .
- 1899. Il p. Ippolito Desideri e i suoi viaggi nell'India e nel Tibet: 1712-1727.
- 1900. Il matrimonio nel Tibet.
- 1904. Gli ultimi tempi della missione cattolica di Lhasa.
- 1913. La vecchia Cina.
- 1914. Sul valore sociale del buddismo.
- 1917. Taoismo: (filosofia e religione).
- 1911. Mahaparinirvana-sutra, ovvero Il libro della totale estinzione del Buddha, nella redazione cinese di Pe-Fa-Tsu.

### Traduzioni
- 1872. I sette genii della felicità: notizia sopra una parte del culto dei giapponesi, traduzione dal giapponese.
- Novelle cinesi tolte dal Lung-Tu-Kung-Ngan e tradotte sull'originale cinese.
- 1873. (FR)  Avalokitecvara Sutra: traduction italiènne de la version chinoise, avec notes, testo cinese e trascrizione giapponese di François Turrettini.